# Pimekrolimus
Pimekrolimus – organiczny związek chemiczny, lek z grupy inhibitorów kalcyneuryny, mający działanie przeciwzapalne. Jest to lipofilowa pochodna makrolaktamu askomycyny, otrzymana po raz pierwszy z bakterii Streptomyces hygroscopicus var. pimecrolimus.

## Mechanizm działania
Lek wywiera silne działanie przeciwzapalne, wybiórczo hamując syntezę i wydzielanie cytokin w komórkach. Wykazuje duże powinowactwo do makrofiliny-12 i wiąże się z nią, a powstały kompleks pimekrolimus–makrofilina-12 jest inhibitorem zależnej od wapnia fosfatazy: kalcyneuryny. Pimekrolimus w niewielkim stopniu wpływa na ogólnoustrojową odpowiedź immunologiczną.

## Farmakokinetyka
Dostępność biologiczna pimekrolimusu przy zastosowaniu miejscowym jest minimalna i u większości chorych stężenie leku w osoczu jest bardzo niskie. W doświadczeniach przy jednorazowym podaniu doustnym lek występował we krwi głównie w postaci niezmienionej. W badaniach in vitro nie obserwowano metabolizmu pimekrolimusu w skórze człowieka.

## Wskazania
- krótkotrwałe leczenie objawów przedmiotowych i podmiotowych łagodnego i umiarkowanego atopowego zapalenia skóry
- długotrwałe leczenie cykliczne atopowego zapalenia skóry, zapobiegające zaostrzeniom choroby

Nowe badania wykazały skuteczność pimekrolimusu w leczeniu atopowego zapalenia skóry u niemowląt.

## Przeciwwskazania
- nadwrażliwość na pimekrolimus, inne makrolaktamy lub którykolwiek składnik preparatu

## Interakcje
Pimekrolimus jest metabolizowany tylko przy udziale izoenzymu CYP 3A4 cytochromu P450. Interakcje między pimekrolimusem a lekami o działaniu ogólnym są mało prawdopodobne, ze względu na niskie stężenie pimekrolimusu w osoczu przy stosowaniu miejscowym. Potencjalne interakcje ogólnoustrojowe ze szczepionkami są także mało prawdopodobne, niemniej u pacjentów z ciężko przebiegającą chorobą zaleca się wykonywanie szczepień w czasie przerw w leczeniu. Pimekrolimus nie powinien być stosowany jednoczasowo ze stosowanymi miejscowo glikokortykosteroidami i innymi działającymi przeciwzapalnie lekami.

## Działania niepożądane
Bardzo często występuje uczucie pieczenia w miejscu zastosowania kremu. Często spotykane są miejscowe odczyny skórne (podrażnienie, świąd, zaczerwienienie) i zakażenia skóry (zapalenie mieszków włosowych).
Rzadszymi działaniami niepożądanymi stosowania preparatów pimekrolimusu są czyrak, liszajec, opryszczka, półpasiec, opryszczkowe zapalenie skóry, mięczak zakaźny, brodawczak skóry oraz osutki, parestezje, łuszczenie się naskórka, suchość skóry, obrzęk i nasilenie objawów atopowego zapalenia skóry.

## Stosowanie w czasie ciąży i laktacji
Lek nie został jeszcze przypisany do żadnej kategorii w klasyfikacji FDA. Nie powinien być stosowany u kobiet w ciąży; należy zachować ostrożność, stosując preparat u kobiet w okresie karmienia piersią. Ponadto kobiety karmiące nie powinny stosować kremu na skórę piersi, aby zapobiec przypadkowemu dostaniu się preparatu wraz z pokarmem do przewodu pokarmowego dziecka.

## Dawkowanie
Ściśle według wskazań lekarza! Cienką warstwę kremu nakłada się dwa razy na dobę na zmienioną chorobowo skórę, a następnie delikatnie wciera aż do całkowitego wchłonięcia się preparatu. Leku nie można stosować na błony śluzowe; po zetknięciu się preparatu z oczami lub błonami śluzowymi należy przepłukać je wodą. Przy braku efektu leczniczego po 6 tygodniach terapii lub po zaostrzeniu choroby lek powinno się odstawić. Po przerwaniu terapii leczenie należy wznowić po wystąpieniu pierwszych objawów nawrotu choroby.

## Preparaty
- Elidel